# Patrick Ilboudo
Patrick Gomdaogo Ilboudo (Uagadugú, 18 de febrero de 1951-28 de febrero de 1994) fue un escritor de Burkina Faso.

## Biografía
Nació en el barrio de Bilbalgo, fue al colegio en Baoghin y Laurent Gilhat y tras obtener el BEPC tuvo que ponerse a trabajar.
Después se licenció en letras modernas en la Universidad de Uagadugú en 1978, con un máster en el IFP de París y un doctorado en la Universidad Panthéon-Assas en 1983 con  La politique française vue par les journaux africains
En 1980, Patrick Ilboudo fundó la mutua por la unión y solidaridad de escritores (MUSE) con escritores como Norbert Zongo.
Fue asistente en el Instituto Africano de Estudios Cinematográficos (INAFEC) (1983-1985) en la Universidad de Uagadugú. En 1983, creó un movimiento asociativo de carácter humanitario y el movimiento antirracista MOVRAP.

## Obra
- Les Toilettes , 1983
- Le Procès du Muet, 1986
- Le Vertige du trône, 1990
- Le Héraut têtu, 1992

## Premios
- Gran premio literario del África Negra, 1992.[2]